# Willi Haag

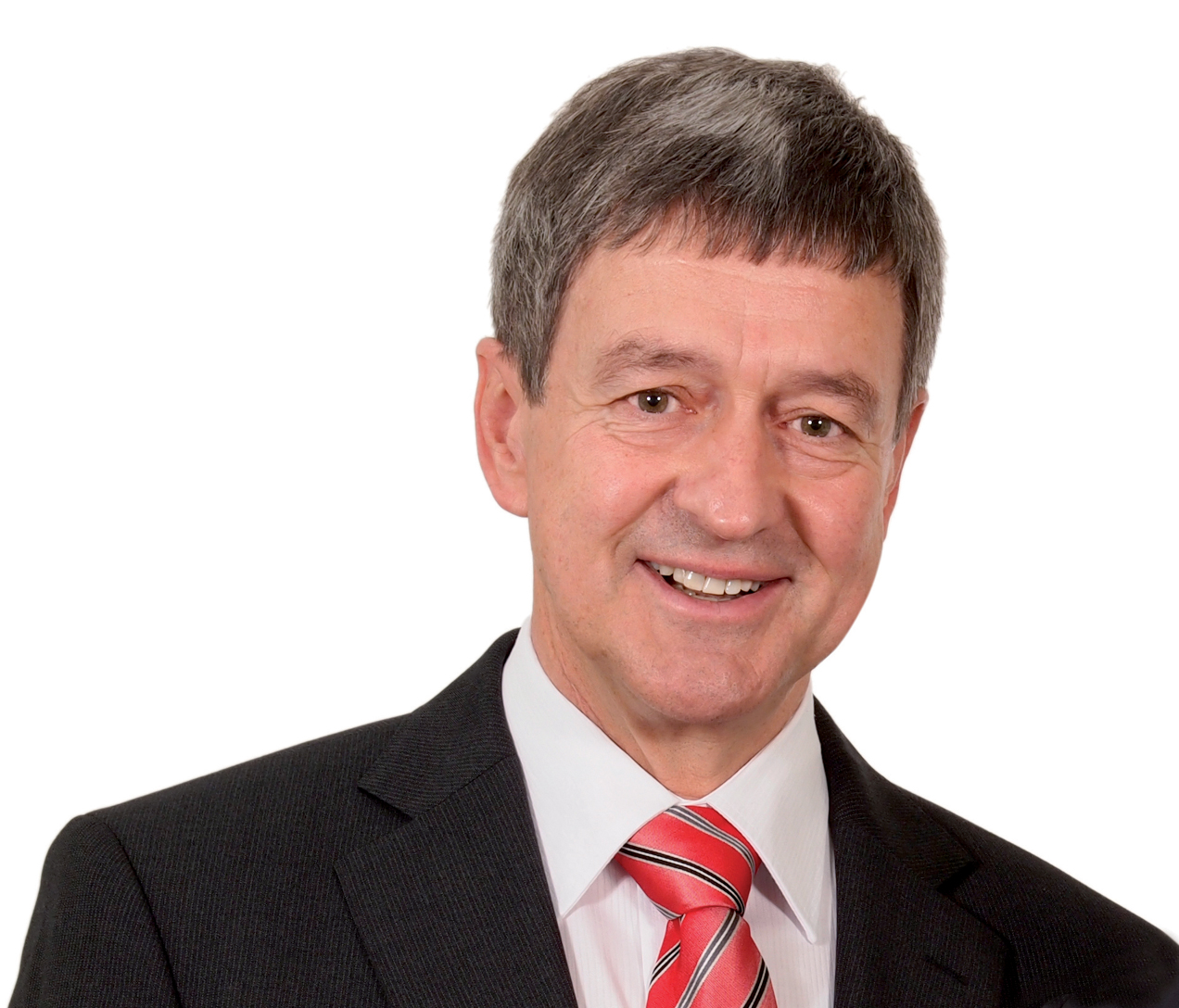
Willi Haag (2011)

Willi Haag (* 15. Dezember 1947, Bürger von Götighofen) ist ein Schweizer Politiker (FDP).

## Leben
Der als Verwaltungsbeamter und Immobilien-Treuhänder ausgebildete Haag begann seine politische Laufbahn 1989 als Schulpräsident in Wittenbach. Von 1991 bis 2000 war er dort Gemeindepräsident. 1996 kam er in den Grossen Rat des Kantons St. Gallen und war von 2000 bis 2016 im Regierungsrat als Vorsteher des Baudepartementes. Haag ist Mitglied des ökologischen Flügels der St. Galler Freisinnigen, den Umweltfreisinnigen St. Gallen.

## Privates
Haag ist verheiratet, Vater zweier Kinder und wohnt in Wittenbach. Im Militär war er Oberst.